# Szarlotka (cóctel)
El Szarlotka (en polaco, /ʂarˈlɔt.ka/; «Carlota») es un cóctel de origen polaco de dos ingredientes, jugo de manzana sin filtrar y vodka, originalmente Żubrówka. El cóctel lleva el nombre de la tarta de manzana polaca, Szarlotka (Carlota). El cóctel se puede decorar con canela o anís estrellado.